# Herman Tollius

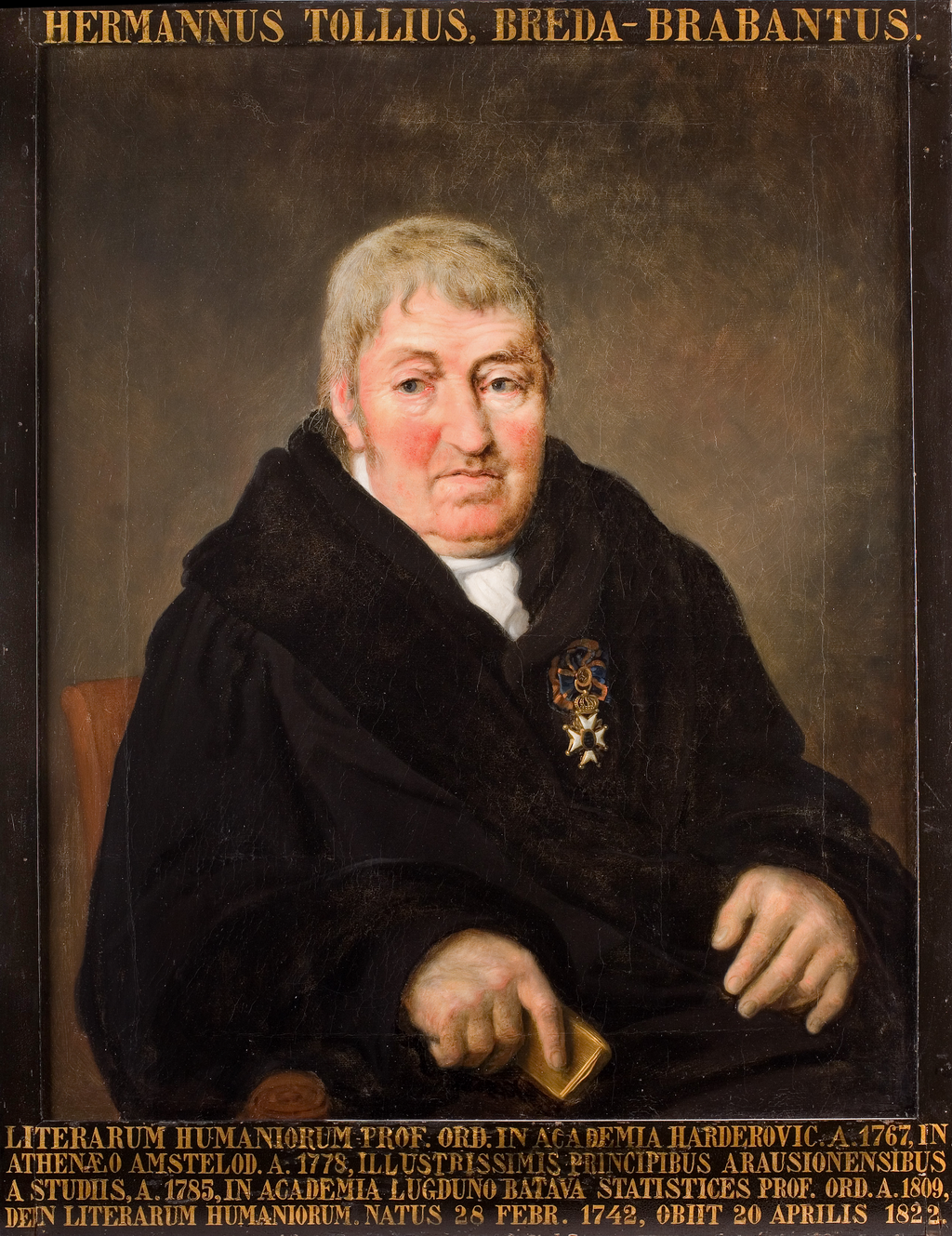
Herman Tollius (1742-1822)

Herman Tollius (28 de fevereiro de 1742, em Breda - 29 de abril de 1822, em Leiden) foi um filólogo e historiador holandês.

## Vida
Ele estudou jurisprudência em Leiden, obtendo seu doutorado em direito em 1763. A partir de 1767, atuou como professor de retórica e grego na Universidade de Harderwijk. A partir de 1784 foi tutor privado dos filhos de William V. Em 1809 foi nomeado professor de estatística e diplomacia em Leiden, onde mais tarde trabalhou como professor de línguas gregas e latinas.
Entre seus esforços escritos estava uma edição de Apollonius Sophista intitulada "Apollonii Sophistae Lexicon graecum Iliadis et Odysseae" (1788), e um trabalho sobre escritos constitucionais envolvendo eventos ocorridos nos Países Baixos Unidos em 1786/87, — Staatkundige geschriften, betreffende eenige gewigtige gebeurtenissenin de Vereendigde Nederlanden, gedurende de jaren MDCCLXXXVI, MDCCLXXXVII, en vervolgens.

## Literatura
- Bylage over bel, bal, bol en belgen, ensaio literário sobre o progresso da língua holandesa, sob o pseudônimo de Herman van Breda, Leiden, 1761
- 'Proeve ener nieuwe wyze van afleiden uit de worteldeelen ta'en, te'en, ti'en, to'en, tu'en '. In: Nieuwe Bydragen tot opbouw der Vaderlandsche Letterkunde. Leiden, 1763, pp. 447–472.
- Proeve eener aanleiding tot de Nederduitsche letterkunst; ingeleid en bezorgd door Roland de Bonth, 2007, uitgave Stichting Neerlandistiek VU, Amsterdam en Nodus Publikationen Münster, in de reeks Cahiers voor taalkunde, ISSN 0924-5545; 151 pp.
- Apollonii Sophistae Lexicon Graecum Iliadis et Odysseae, ed. Hermannus Tollius, Leiden 1788
- Vertoog over de rampen van Holland en de Middelen daartegen, 1796, publicado em francês e holandês
- Nederlands Staatsgebreken en derzelver geneesmiddelen, proefschrift, 1797
- Aanteekeningen op het advies van de Hoogleeraren B. Voorda en J. Valckenaer over de zaak van den gewezen Stadhouder
- Staatkundige Geschriften betreffende de Vereenigde Nederlanden in 1786, publicados nos anos 1814-1816, três volumes
- Diverse geschriften van Tollius, opgenomen in het Koninklijk Huisarchief, Coleção Tollius (G 3), no K5
- Journaal van eene reize van Brunswijk na Rastadte. 1800 (relato de uma viagem como representante do Príncipe de Orange - com a intenção de não se identificar abertamente como tal - de Brunswick (Alemanha) a Rastatt, participando do congresso franco-alemão; o autor só falou indiretamente com os representantes contato, isto a conselho dos conselhos secretos De Neufville e De Passavant. 5.2 NNBW V, 949-951.)
- Over het doeleinde der hedendaagsche Statistiek zoo als men haar noemt (de fine Statistices, quae vocatur, hodiernae) Discurso de posse Leiden 1808
- Echte Stukken betreffende het staatsbesluit van Gelderland om de steden Hattum en Elburg met garnisoen te doen voorzien, 1786, arquivo Hattems, atualmente disponível no arquivo Overijssels através do código de colocação 1786.